# Pincher Station (Alberta)

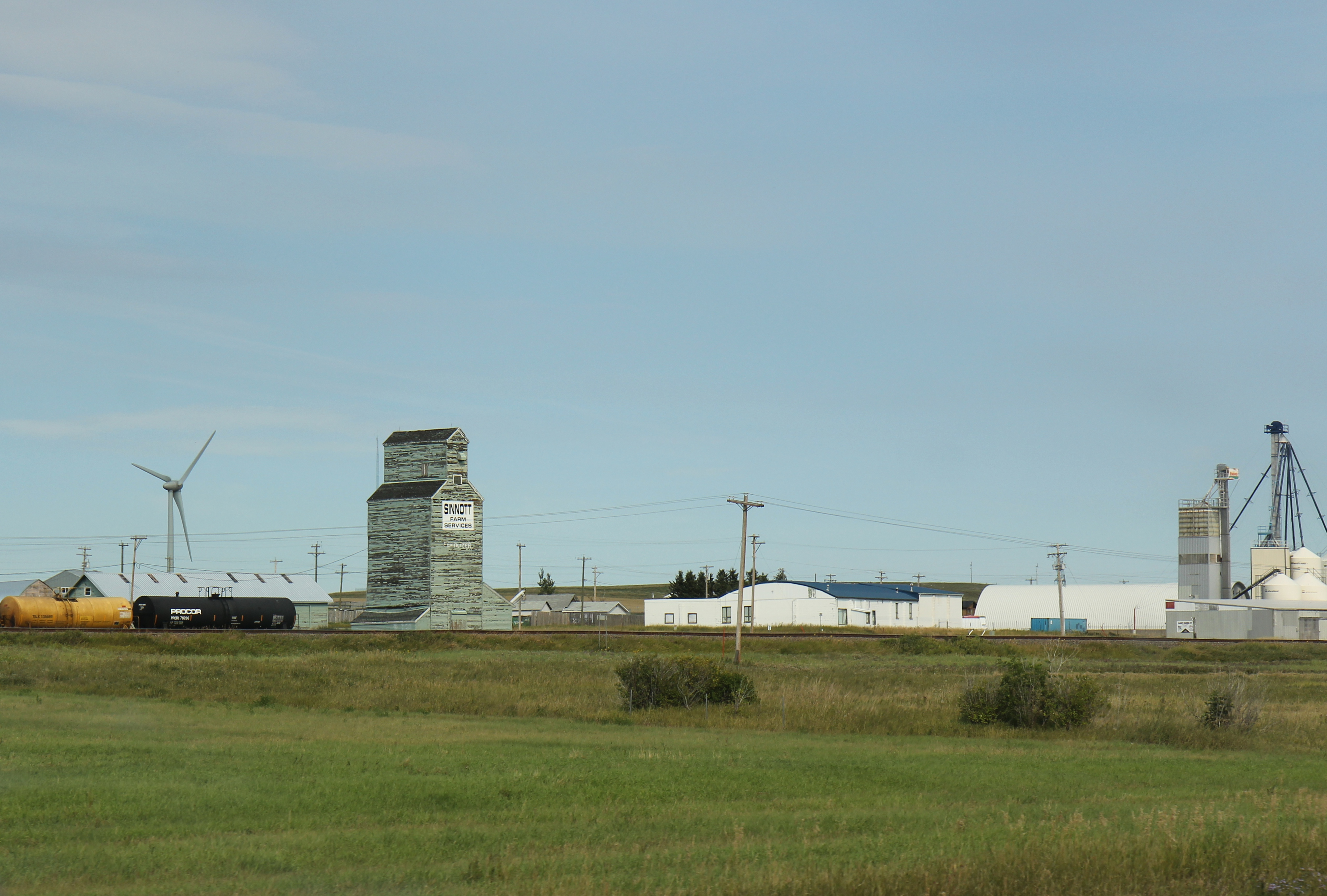
Pincher station vue depuis l'autoroute 3 d'Alberta

Pincher Station est un hameau (hamlet) de Pincher Creek No 9, situé dans la province canadienne d'Alberta.

## Démographie
En tant que localité désignée dans le recensement de 2011, Pincher Station a une population de 25 habitants dans 12 de ses 13 logements, soit une variation de -37.5% par rapport à la population de 2006. Avec une superficie de 0,406 4 km2, le hameau possède une densité de population de 61,515 7 hab/km2 en 2011.
Concernant le recensement de 2006, Pincher Station abritait 40 habitants dans 14 de ses 16 logements. Avec une superficie de 0,406 4 km2, le hameau possédait une densité de population de 98,4 hab/km2 en 2006.